# 51e parallèle sud
Pour les articles homonymes, voir 51e parallèle.
En géographie, le 51e parallèle sud est le parallèle joignant les points de la surface de la Terre dont la latitude est égale à 51° sud.

## Géographie

### Dimensions
Dans le système géodésique WGS 84, au niveau de 51° de latitude sud, un degré de longitude équivaut à 70,197 km ; la longueur totale du parallèle est donc de 25 271 km, soit environ 63 % de celle de l'équateur. Il en est distant de 5 652 km et du pôle Sud de 4 350 km,.

### Régions traversées
Le 51e parallèle sud passe au-dessus des océans sur environ 98 % de sa longueur. Il coupe cependant la pointe sud de l'Amérique du Sud (Chili et Argentine) et passe à 8 km au sud des îles Auckland.
Le tableau ci-dessous résume les différentes zones traversées par le parallèle, d'ouest en est :
| Zone                                   | Début                | Fin                  | Longueur (km) |
| -------------------------------------- | -------------------- | -------------------- | ------------- |
| Océans Atlantique, Indien et Pacifique | 51° 00′ S, 69° 09′ O | 51° 00′ S, 75° 05′ O | 24 855        |
| Archipel de Patagonie                  | 51° 00′ S, 75° 05′ O | 51° 00′ S, 74° 14′ O | 60            |
| Amérique du Sud                        | 51° 00′ S, 74° 14′ O | 51° 00′ S, 69° 09′ O | 357           |